# Junichi Miyashita
Junichi Miyashita (Kagoshima, Japón, 17 de octubre de 1983) es un nadador japonés especializado en pruebas de corta distancia, donde consiguió ser campeón olímpico en 2008 en los relevos 4 x 100 metros estilos.

## Carrera deportiva
En los Juegos Olímpicos de Pekín 2008 ganó la medalla de bronce en los relevos de 4 x 100 metros estilos con un tiempo de 3:31.08 segundos que fue récord de Asia, tras Estados Unidos y Australia (plata).